# 東青森站
東青森站（日语：／ Higashi-aomori eki */?）是青森鐵道與日本貨物鐵道（JR貨物）的鐵路車站，位於日本青森縣青森市。其中客運車站位處西南方，由青森鐵道管理；貨運車站則集中於東北方，由JR貨物管理。由於JR貨物是以第二種鐵道事業身份借用青森鐵道的路軌來往貨物站。
1960年代，原國鐵東北本線野內～青森複線化，由於原有路線涉及過多收地計劃，最後決定更改行車路線，將軌道向南遷移，舊線上的浪打站及浦町站一同被廢掉，並增設本站作為替代車站。
現時為無人車站，過往曾設有快速列車停靠，但現時只剩下普通列車服務。

## 車站構造

### 青森鐵道

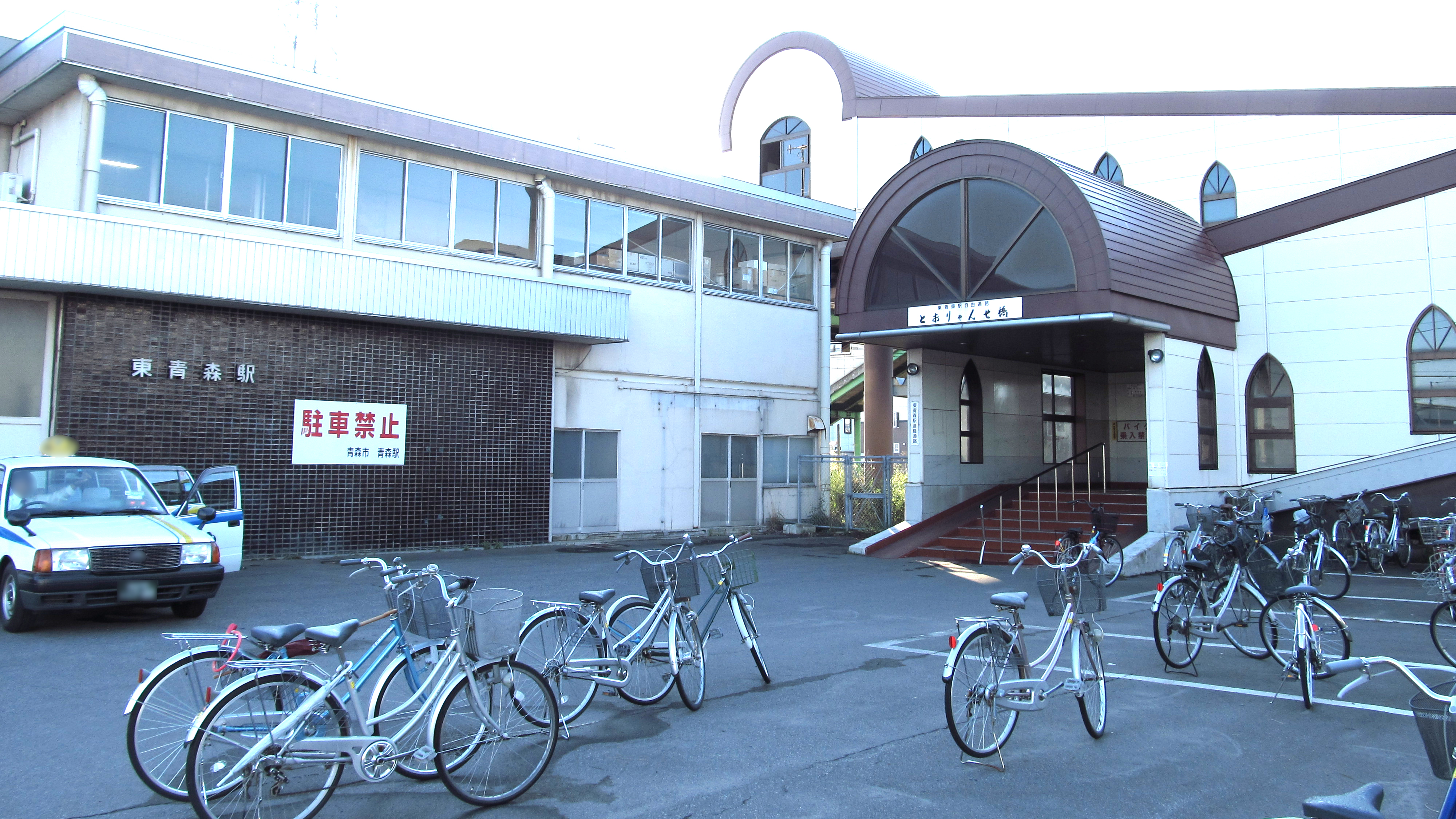
已停用旳地面站房（2012年9月）

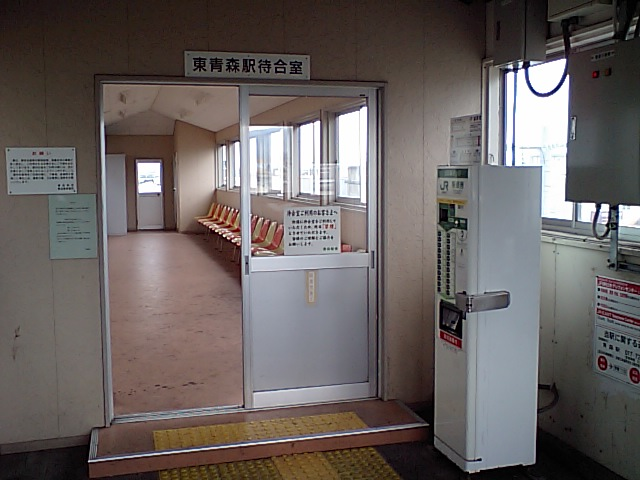
JR東日本營運時的橋上候車室及售票機(2007年)。青森鐵路接手已改裝。

現時採用簡易車站模式，過往曾建有2層高水泥建站舍1座，並且設有站務室及供貨物站員工使用的工作間；1986年無人化後，因站舍內仍設有連接至月台的跨線橋而仍得以保留使用；2000年，新建成的行人天橋「通過橋」（とおりゃんせ橋）完工並開放使用，使原來站舍一方及靠近貨物車站一方的居民也可以直接進入車站月台，因此JR東日本索性將原來的站舍棄用，並將通過橋與原有跨線天橋月台的梯級連結起來，至於既有原通往站房的舊天橋通道，則被改裝為新車站候車室，通往舊站房的一端的梯級則被截去。JR東日本一方面被通道翻新，重舖牆面，亦在兩側多裝了多排獨立式塑膠座椅；並放置了一部簡易式自動售票機於候車室的門外。青森鐵路接手後，候車室再一次重新翻新，但這將售票機改為輕觸式螢幕式，並將原來的出入口右側的部份位置加建為售票機的控制室。候車室出入口改為左側以單門扉的方式處理；也在候車室盡頭劃出一小間儲物室及放置自動販賣機。舊站舍仍然被空置，而外牆的標示也未有拆走。

#### 月台配置
設有島式月台1座，提供1面2線配置，有效長度可達8輛。只在末端向青森方向設有唯一節月台出入口，接駁至跨線天橋。
而上下行月台旁邊，均設有多條側線。其中上行一側用作青森貨物站，下行旁的兩條主要是供通過的貨運列車或等候轉軌的貨運列車暫時停靠。
| 月台 | 路線        | 方向 | 目的地                     |
| ---- | ----------- | ---- | -------------------------- |
| 1    | ■青森鐵道線 | 上行 | 淺蟲溫泉、野邊地、八戶方向 |
| 2    | ■青森鐵道線 | 下行 | 青森方向                   |

### JR貨物
於路軌的東北方設有1座2層高的鋼板建築物，設有業務用的窗口，同時也是JR貨物青森營業支店的所在地。

## 歷史
- 1968年7月21日：國鐵車站開業，當時為直營站。
- 1974年10月1日：開始提供行李寄取服務。
- 1978年8月8日：行李寄取服務取消。
- 1986年11月1日：降為無人站，但貨物站職員仍保留在站內。
- 1987年4月1日：國鐵分割民營化，本站由JR東日本繼承經營。
- 1998年1月19日：4名在車站範圍內進行清理積雪的工作人員，被通過的列車所撞死。事後厚生勞働省向各JR發出安全法令，要求確保工人在車站範圍內工作時的安全[3]。
- 2000年：「通過橋」開通啟用。舊跨線橋及原來站舍停止使用。
- 2003年11月18日：部份車站用地改建成為商業設施「東青森 Station Shopping Centre」。（現時由Universe超級市場（日语：ユニバース (スーパーマーケット)）進駐。）
- 2010年12月4日：隨東北新幹線全線開業，本站由青森鐵道繼承經營。同日起加停快速列車。

## 使用人數
《青森縣統計年鑑》及《青森市統計書》均沒有刊載有關本車站的使用量。而根據國土交通省「國土數值情報」，本站是撇除與JR共營的青森站及八戶站後，使用量第五高的車站，以下為本站1日平均上下車人次：
| 乘降人員推算 | 乘降人員推算     |
| 年度         | 1日平均 乘降人次 |
| ------------ | ---------------- |
| 2011         | 990              |
| 2012         | 1,115            |
| 2013         | 1,183            |
| 2014         | 1,043            |
| 2015         | 1,266            |
| 2016         | 1,302            |
| 2017         | 1,302            |
| 2018         | 1,338            |
| 2019         | 1,324            |
| 2020         | 1,065            |
| 2021         | 1,114            |
| 2022         | 1,198            |

## 相鄰車站
青森鐵道
■青森鐵道線
■普通
小柳－東青森－筒井

## 外部連結
- 青森鐵道東青森站 （页面存档备份，存于）（日語）
- JR東日本時代的東青森站。 （页面存档备份，存于）（日語）